# Rhynchozoon glabrum
Rhynchozoon glabrum är en mossdjursart som beskrevs av Dick, Grischenko och Shunsuke F. Mawatari 2005. Rhynchozoon glabrum ingår i släktet Rhynchozoon och familjen Phidoloporidae. Inga underarter finns listade i Catalogue of Life.